# Ullerød Kirke
Ullerød Kirke er en kirke beliggende i Ullerød Sogn i Hillerød på Frederiksværksgade. Kirken blev opført i 1909 til Frederiksborg Frimenighed. Bygningen blev indviet d. 21. november 1909.

## Historie
På Frederiksborg Højskole afholdtes siden grundlæggelsen i 1895 ugentlige gudstjenester, men i 1909 rykkede gudstjenesterne hen i den nybyggede kirkebygning, ligesom at Frederiksborg Frimenighed blev oprettet. I de første år stod præsterne Niels Dael og Paul Hedemann for gudstjenesterne.
I 1958 blev frimenigheden omdannet til en valgmenighed, og få år senere opstod et ønske om et folkekirkesogn på grund af udbyggelsen af Hillerød mod vest. Til at begynde med blev kirken udlånt til Folkekirken de søndage, valgmenigheden ikke selv afholdte gudstjeneste. I en overgangsperiode fra 1971 til 1972 fungerede kirken som annekskirke til Tjæreby Sogn, indtil Ullerød Sogn var oprettet i 1972.
Ullerød Valgmenighed blev på grund af faldende medlemstal nødsaget til at ophøre. Menighedens sidste gudstjeneste fandt sted i november 2019, og d. 1. januar 2020 ophørte menigheden med at eksistere. Kirken bruges imidlertid stadig af Folkekirken under navnet Ullerød Kirke.

## Kirkens kunst og arkitektur
Kirkebygningen er et resultat af et samarbejde mellem arkitekt Ulrik Plesner, maleren og billedhuggeren Niels Skovgaard samt Frederiksborg Højskoles forstander Holger Begtrup.

Kirkeklokkerne var en gave fra Høve-Havrebjerg frimenighed og Stevns frimenighed ved indvielsen i 1909. I dag er klokkerne ophængt i en klokkestabel øst for kirkebygningen. Præsteboligen er fra 1978. Efter tegninger af arkitekt Holger Jensen stod menighedshus med kapel, præsteværelse og nyt indgangsparti færdigt i 1979. I 1992 blev en ny bygning bygget med kontorer, maskinrum og mødelokale.
I 2019 vandt arkitekthuset Kjaer & Richter opgaven at tegne en udvidelse af kirkebygningerne. Kirkens areal bliver fordoblet. Menighedsrådet besluttede udvidelsen på grund af en voksende menighed. Finansieringen består i kirkens egen opsparing samt et lån i stiftet.
Kirkens nuværende orgel er bygget af Knud Jensen og Richard Thomsen i 1986. Orglet er parrets nummer 100. I kirkerummet hænger maleriet "Julenat" af Niels Skovgaard, som blev givet i gave fra Jørlunde Valgmenighed i 1969. Væggene inklusiv altervæggen er udsmykket i freskoteknik af Skovgård og forestiller en kilde udspringende ved korset over alteret, hvori der svømmer fisk, ligesom at to hjorte står og græsser.

## Præster i sognekirken
- 1972-1982 : Emil Jensen
- 1982-2004 : Per Kofoed-Nielsen
- 2004-         : Torben Ebbesen

## Eksterne Henvisninger
- Wikimedia Commons har flere filer relateret til Ullerød Kirke
- ullerodkirke.dk/
- sogn.dk/ulleroed/
- danmarks-kirker.dk/helsingor/ullerod_hel.htm
- hilleroedprovsti.dk/provstiets-sogne-og-kirker/kirker-og-praester/ullerod/ (Webside ikke længere tilgængelig)